# 早川裕
早川 裕（はやかわ ひろし、1955年9月7日 - 2005年2月20日）は、日本の音楽家。

## 来歴
東京都渋谷区松濤に、作曲家およびトランペット奏者の早川博二の長男として生まれる。
1976年、法政大学社会学部に入学するも、同年に退学する。1978年、（旧）キティレコーポレーションに入社する。以降、主にキティ・フィルムの関与した映画作品において、音楽ディレクターや音楽監督を務めた。

## 参加作品

### 映画
- 『セーラー服と機関銃』（1981年）- 音楽ディレクター
- 『みゆき』（1983年）[1] - 音楽監督
- 『うる星やつら オンリー・ユー』（1983年）[1] - 音楽監督
- 『うる星やつら2 ビューティフル・ドリーマー』（1984年）[1] - 音楽監督
- 『うる星やつら3 リメンバー・マイ・ラブ』（1985年）[1] - 音楽監督
- 『レディ! レディ READY! LADY』（1989年）[1] - 音楽プロデューサー

### アルバム
- 風間杜夫『夢ひとつ』（1987年、キティ・レコード） - 音楽ディレクター